# De Maaier (Wieringermeer)
De Maaier is een monument in Wieringerwerf in de Wieringermeerpolder dat in 1942 geschonken werd door de eerste bewoners van de polder aan de Directie van de Wieringermeer. Het beeld is ontworpen door de Haarlemse beeldhouwer Theo van Reijn.

## Achtergrond en oprichting
De Directie van de Wieringermeer werd op 7 mei 1930 opgericht en had als taak de nieuwe grond in deze eerste Zuiderzeepolder te ontwikkelen en in te richten. Op 1 juli 1941 werd Wieringermeer een zelfstandige gemeente. Op 30 september 1941 nam de bevolking door middel van toespraken en een gedicht afscheid van de Directie. Hierbij werd de wens uitgesproken om de Directie met een standbeeld te vereren. Er werd hiertoe een commissie aangesteld. Een ruim jaar later, in november 1942, werd het beeld namens de commissie door K. van Gaalen in een plechtigheid overdragen aan ingenieur Sikke Smeding, hoofd van de Directie. Namens de gemeente zegde waarnemend burgemeester Aris Saal de zorg voor het beeld toe.
Op 17 april 1945, aan het einde van de Tweede Wereldoorlog blies het Duitse leger de dijk van de Wieringermeerpolder op, waardoor de polder en het beeld onder water kwamen te staan. Bijna alle gebouwen werden verwoest, maar het beeld bleef fier overeind staan.

## Het beeld
Het beeld stelt een maaier voor die met een zicht de koren aan het maaien is. Het is gemaakt van zandsteen en staat op een sokkel van graniet. Ook de sokkel is niet zonder betekenis, de stenen zijn namelijk hergebruik van de oude Zuiderzeedijk. Op de plaquette op de sokkel staat in reliëf de tekst:
HIER WERD EEN
TOEKOMST GEBOREN
BOUWT VOORT!
Deze tekst is voortgekomen uit een wedstrijd. Op de achterzijde van het beeld staat de tekst:
UIT ERKENTELIJKHEID DOOR DE EERSTE
BEWONERS VAN DE WIERINGERMEER
AANGEBODEN AAN DE WIERINGERMEERDIRECTIE
BIJ HAAR AFSCHEID OP 30 SEPTEMBER 1941

## Galerij

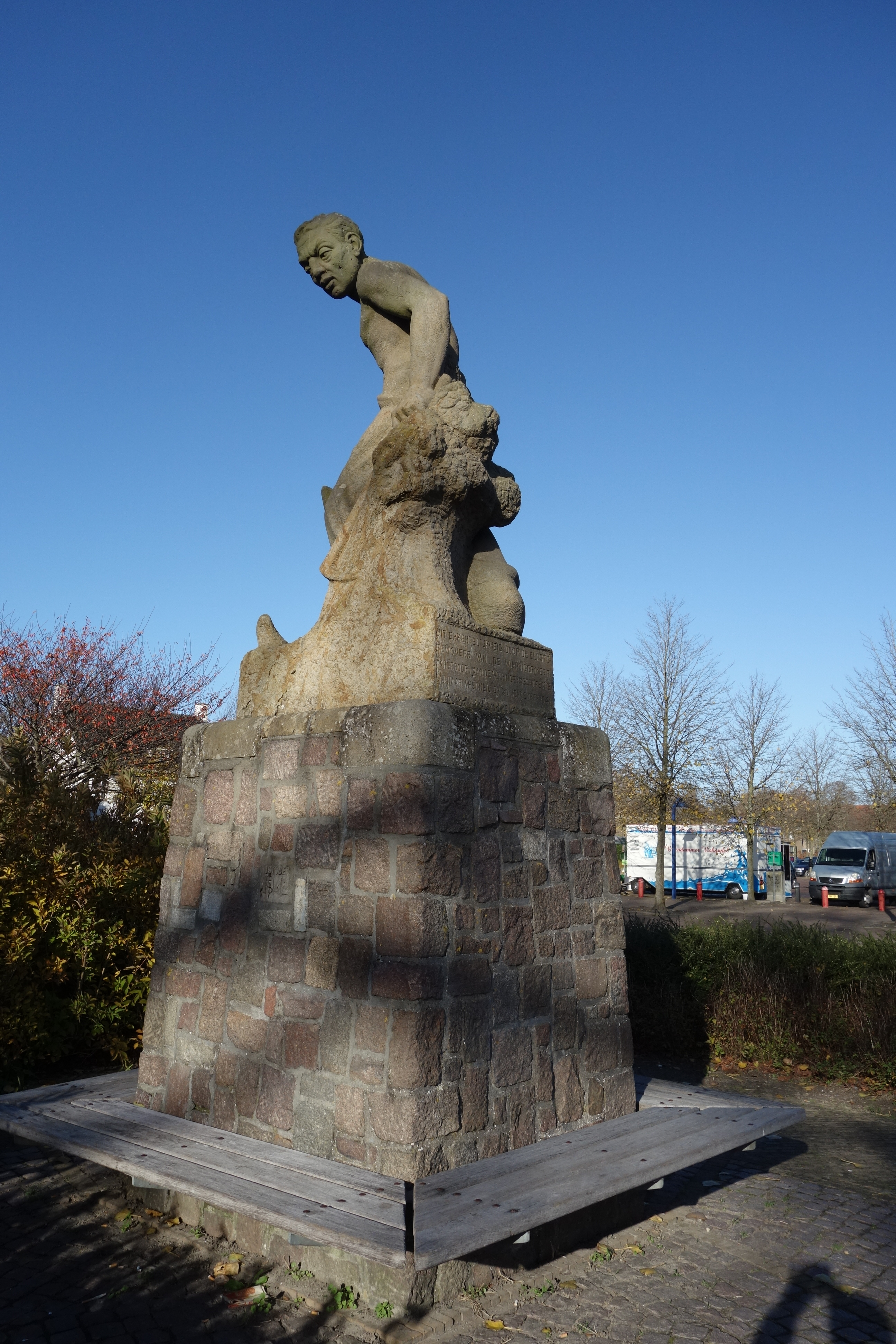
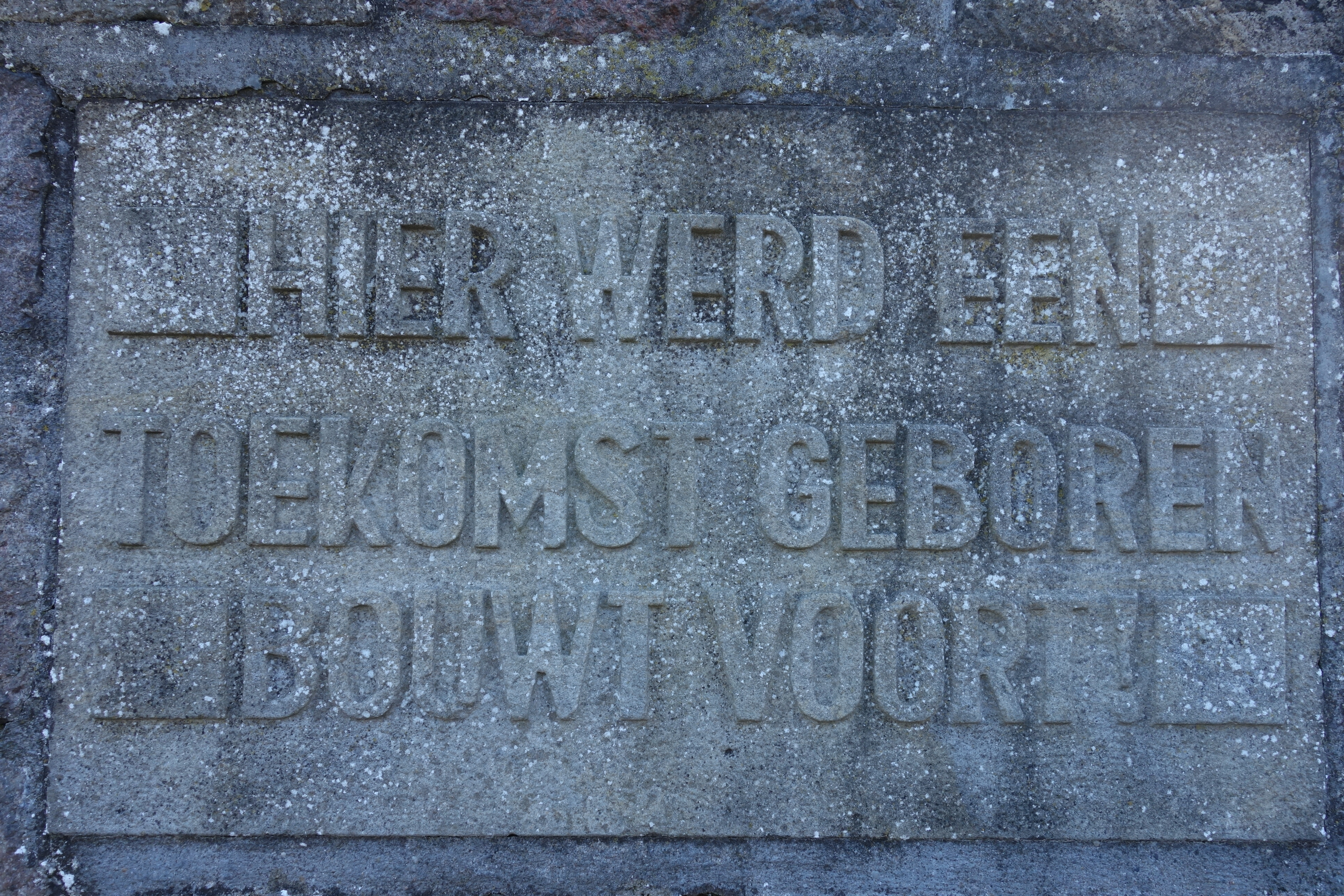
Tekst voorzijde
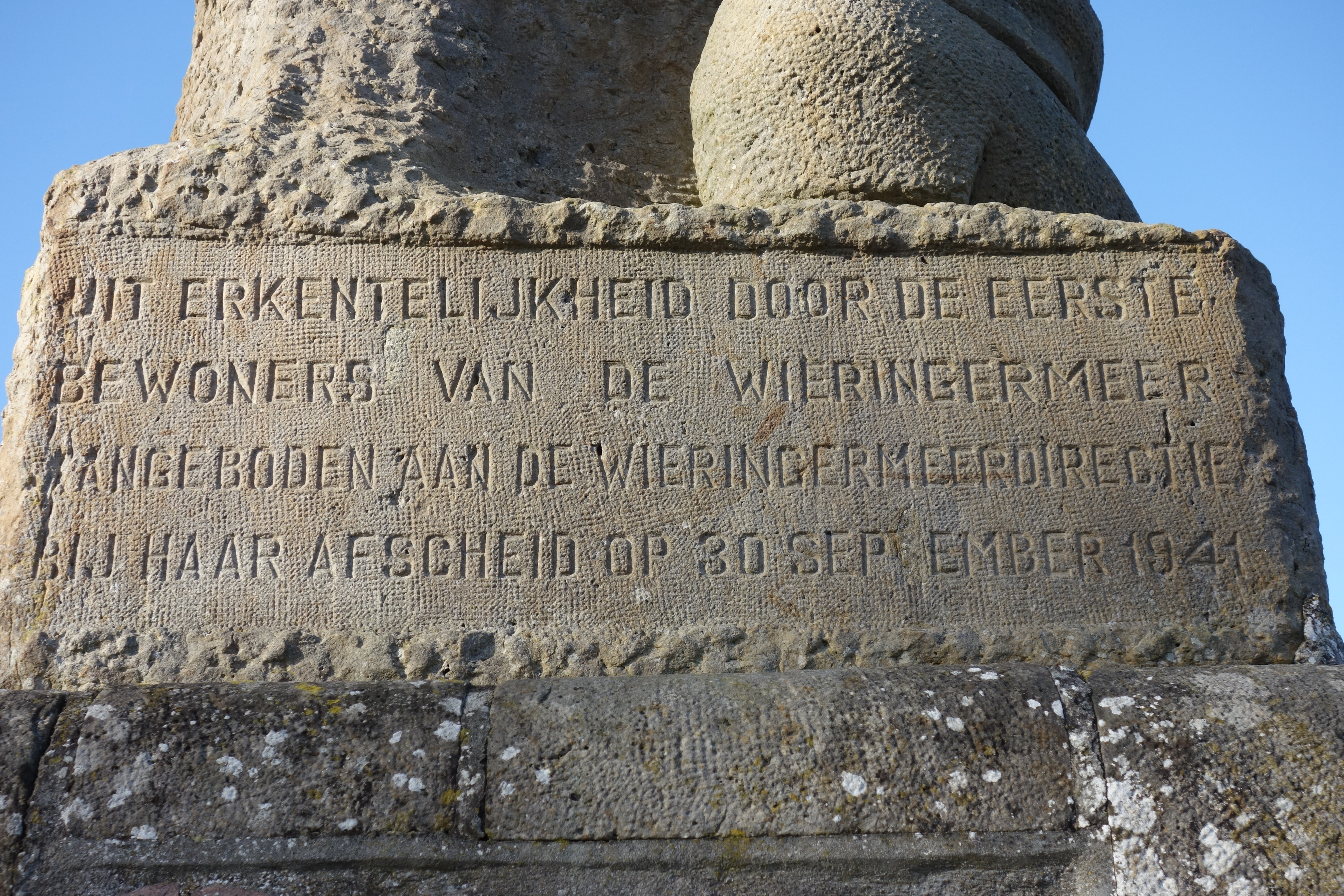
Tekst achterzijde
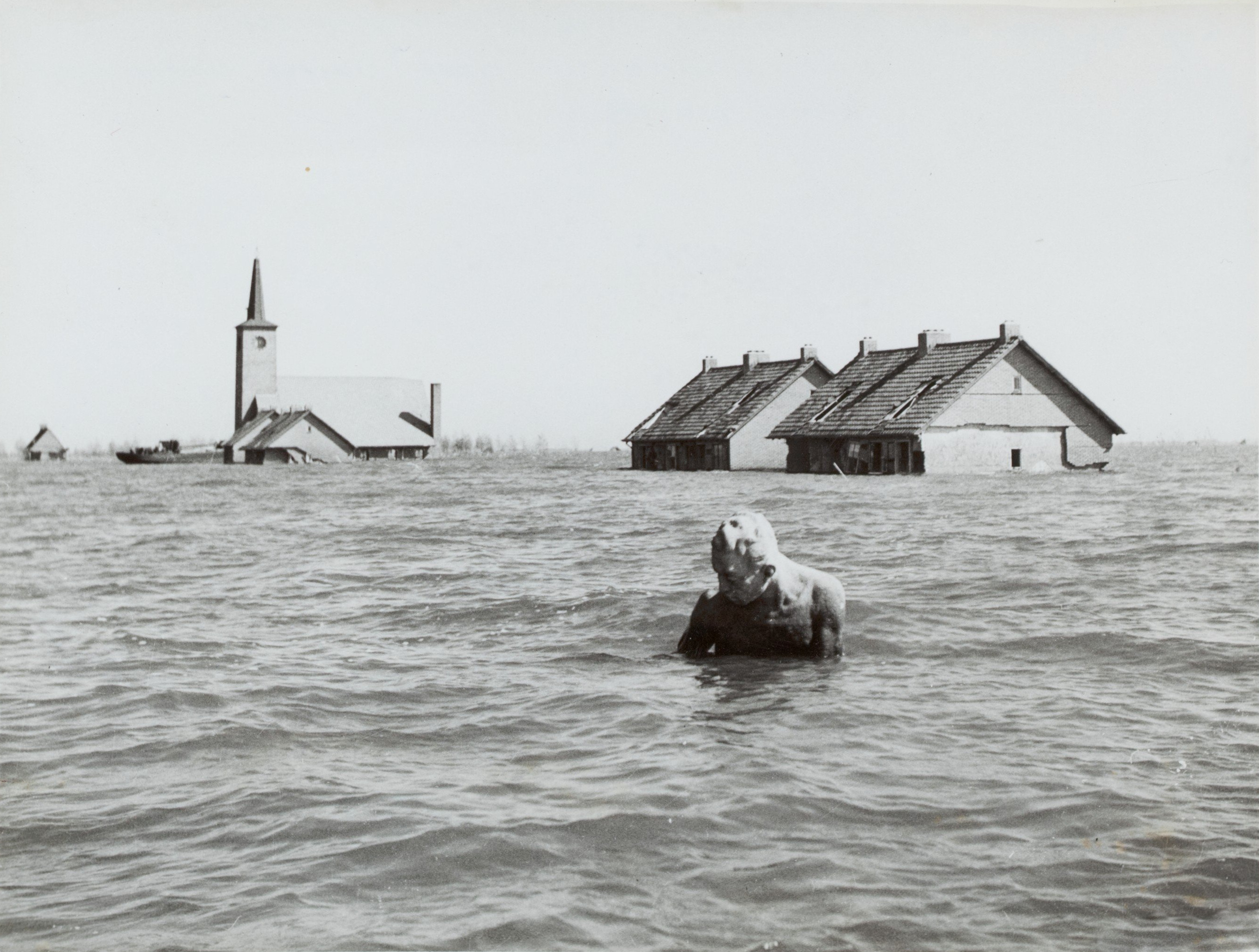
Het beeld onder water in 1945